# 原田 (神戸市)
原田（はらだ）は兵庫県神戸市灘区の大字の一つで、同区北西部、旧原田村の山林地帯である。郵便番号：657-0802。

## 地理
北東は大石、南東は上野、南は城の下通、南西は中央区葺合町、西は岩屋、北は摩耶山町。市街地である南方以外全て山林に囲まれる。青ケ谷と摩耶山という小字がある。

## 由来
原田という地名の由来について『神戸の町名 改訂版』ではハラタは「墾（は）ル田」の意味だとするのがごく一般的な解釈であるとし、ここだけが特別に開墾されたいわれはないので、「とすれば、フ（生）というハラの原音による、肥沃な田というのだろうか」と推測している。一方『灘区の町名』ではやはり「ハラダはハルタ、つまり開墾された田」としハリタ、ハルタと同じとしており、柳田國男の説を引いて、「野」と「原」を明瞭に区別され、「ノ」は山の麓の傾斜地、裾野をいい、豊富な水と日照により快適な生活が営めたため、まず山腹に高地性集落を営んだ古代の居住集団はその後裾野の平坦地を開墾し、これを「ハラ」と呼んだとしている。

## 人口統計
令和2年国勢調査（2020年10月1日）において定住者はみられない。